# Interstate 88 (Illinois)
Interstate 88 (I-88) é uma rodovia interestadual no estado norte-americano do Illinois que vai de um cruzamento com a I-80 perto de Silvis e Moline até um cruzamento com a I-290 e a I-294 em Hillside, perto de Chicago. A I-88 tem uma extensão de 226,27 km (140,60 milhas). Esta via não é contígua à I-88 em Nova Iorque. Desde 2010, a maior parte da I-88 faz parte da Chicago-Kansas City Expressway. A rodovia também atravessa as cidades de Aurora, Naperville, DeKalb e Dixon. A leste de Rock Falls, a estrada faz parte do sistema Illinois Tollway.